# Hendrik Kloosterman
Hendrik Kloosterman   (Rottefalle, 9 d'abril de 1900 - Leiden, 6 de maig de 1968) va ser un matemàtic neerlandès.

## Vida i Obra
Kloosterman va estudiar matemàtiques a la universitat de Leiden entre 1918 i 1922 i els anys següents va ampliar estudis a la universitat de Copenhaguen amb Harald Bohr i a la d'Oxford amb G. H. Hardy. El 1924 va obtenir el doctorat a Leiden. Després de fer el servei militar, va obtenir una beca Rockefeller per estar el curs 1926-27 a la universitat de Göttingen i el 1927-28 a la universitat d'Hamburg. Des de 1928 fins a 1930 va ser professor ajudant a la universitat de Münster. El 1930 va ser nomenat professor de la universitat de Leiden, on va romandre fins a la seva mort el 1968, excepte el curs 1955-56 en que va ser professor visitant a la universitat de Michigan. El 1940, la universitat de Leiden va ser clausurada per les autoritats d'ocupació nazis per les protestes contra l'expulsió dels jueus, però Kloosterman va continuar rebent el seu salari i, així, va poder gaudir d'una beca de recerca sense obligacions docents durant més de quatre anys.
Els treballs més significatius de Kloosterman van ser, sobre tot, en teoria de nombres. El 1926, sota la influència de Hardy, va exposar un cert tipus de suma exponencial, avui anomenada suma de Kloosterman:
{\displaystyle K(a,b,n)=\sum \limits _{k(n)}e\left({\frac {ak+b{\bar {k}}}{n}}\right)}
que te una gran importància en la teoria de nombres. També es va ocupar de les formes modulars i dels mètodes algebraics.